# 骆驼街道
骆驼街道，是中国浙江省宁波市镇海区的一个街道和镇海规划新城区所在地。东面与贵驷街道相连，南面与庄市街道相接，西面与江北区庄桥街道相连，北面与澥浦镇和九龙湖镇相接。总面积46.64平方公里，人口4.42万，街道办事处位于汶骆路86号。

## 名称来源
骆驼街道得名于慈东后江上的骆驼桥。《宝庆四明志》载：骆驼桥始建于宋建隆元年（960年），相传骆驼街沿河，史称慈东后江。由于自慈城东门观庄桥至骆驼共有大桥六座，因而称“六大”，吴语谐音为“骆驼”。

## 历史沿革
民国21年（1932）慈谿县建骆驼镇，民国35年与长石乡合并为长骆镇。1950年6月改为骆驼镇和长骆乡、长石乡、骆驼乡（辖东一、顾家弄、双林、借邑江、庙西、骆驼6个村，1956年2月并入骆驼镇）。1951年6月属庄市区。1954年10月区划大调整时从慈谿县划入镇海县，属骆驼区。1958年10月改为骆驼公社骆驼管理区。1959年12月骆驼镇与骆驼管理区合并为骆驼镇管理委员会，辖骆驼、早作等5个生产大队和东盛等九个居民区。1961年10月设立骆驼公社（1970年2月称骆驼镇公社）、贵驷公社。1963年4月17日成立骆驼居员会，属骆驼公社。
1963年5月，清河公社的清湖、勤劳、四联3个大队划归骆驼公社。1966年11月，团桥公社并入骆驼公社，辖24个大队和1个居委会。1983年11月改为骆驼镇、贵驷乡，1985年贵驷撤乡建镇。1992年5月，长石乡、汶溪乡并入骆驼镇。1996年，骆驼镇面积57平方千米，人口4万，辖洪家、金东、东邑、刘杜、西盛、金华、联勤、骆驼、河角、团桥、余三、村周、清湖、方严、下河、秦胡、田湖、四联、邵家汇、勤劳、桕墅方、胜光、东钱、长石、何仙、三星、徐王、周胜、西严、孙陆、庶东、黄杨、东严、迎胜、中心、汶溪、河头陈、民主、小洞岙、三圣殿、秦山41个行政村；贵驷镇面积22平方千米，人口2.2万，辖贵驷、大市堰、爱登、沙河、田央周、胜一、憩桥、东升、里洞桥、庙港、通德、妙胜、路沿郑、徐家堰、三五、民联、甸张、朝阳、禾丰等20个行政村。
2001年9月，将长石、长宏、汶溪、中心4个村（原长石乡、汶溪乡8个村）划入九龙湖镇；撤销骆驼镇、贵驷镇，设立骆驼街道，辖4个社区、21个行政村，面积46.64平方千米，总人口4.42万人。2002年末辖中街、南一、盛家、贵驷5个居委会和西盛、金华、联勤、骆驼、东邑、金东、余三、贵驷、董家畈、里洞桥、团桥、尚志、骆兴、清水湖、敬德、兴丰、妙胜寺、民联、朝阳、沙河、东钱21个行政村。2005年末，面积46.64平方千米，人口4.42万人，办事处驻汶骆路86号，辖贵驷、盛家、南一、中街4个社区和团桥、尚志、骆兴、敬德、东钱、民联、妙胜寺、兴丰、朝阳、沙河、清水湖、金华、骆驼、联勤、东邑、金东、余三、里洞桥、贵驷、董家畈20个行政村。
2015年7月，总体以望海路为界，将原贵驷镇贵驷社区和兴丰、妙胜寺、东钱、贵驷、里洞桥、民联、沙河7个行政村重新划出设立贵驷街道。同年12月30日，镇海区政府从招宝山街道搬迁至骆驼街道民和路569号。

## 下辖
目前，骆驼街道辖有以下地区：
中街社区、南一社区、盛家社区、静远社区、金华村、联勤村、骆驼村、东邑村、金东村、余三村、董家畈村、团桥村、尚志村、骆兴村、清水湖村、敬德村、朝阳村、民联村和沙河村。

## 交通
329国道自北向南穿过骆驼街道。规划轨道交通3号线二期经过骆驼街道。